# HD114239
HD114239 — хімічно пекулярна зоря спектрального класу F2, що має видиму зоряну величину в смузі V приблизно  7,8.
Вона  розташована на відстані близько 1160,7 світлових років від Сонця.